# Guttahalli, Kolar
Guttahalli là một làng thuộc tehsil Kolar, huyện Kolar, bang Karnataka, Ấn Độ.